# Placosoma nothopanacis
Placosoma nothopanacis är en svampart som beskrevs av Syd. 1924. Placosoma nothopanacis ingår i släktet Placosoma och familjen Asterinaceae.   Inga underarter finns listade i Catalogue of Life.